# Hendrix (cràter)
Hendrix és un petit cràter d'impacte que es troba a la cara oculta de la Lluna, a l'hemisferi sud. A un diàmetre de distància al nord-est es troba el cràter White, pràcticament a la vora externa de l'enorme plana del cràter Apollo. Es tracta d'un cràter circular, en forma de bol, amb la vora esmolada i poc erosionada. La plataforma interior és pràcticament inexistent.

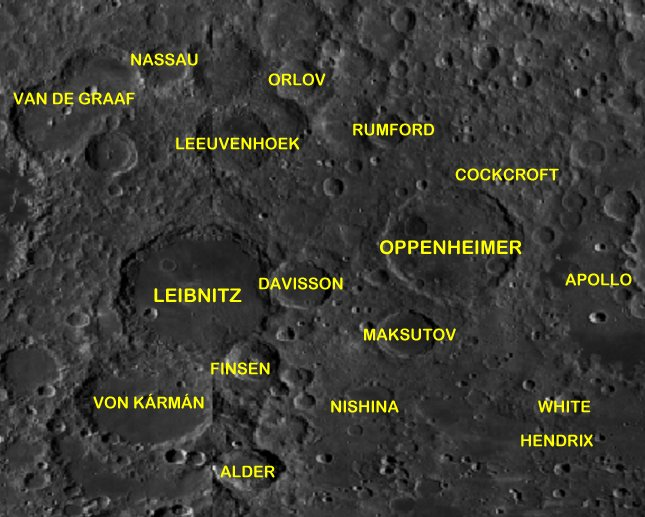
Localització de Hendrix (inferior dreta de la imatge)
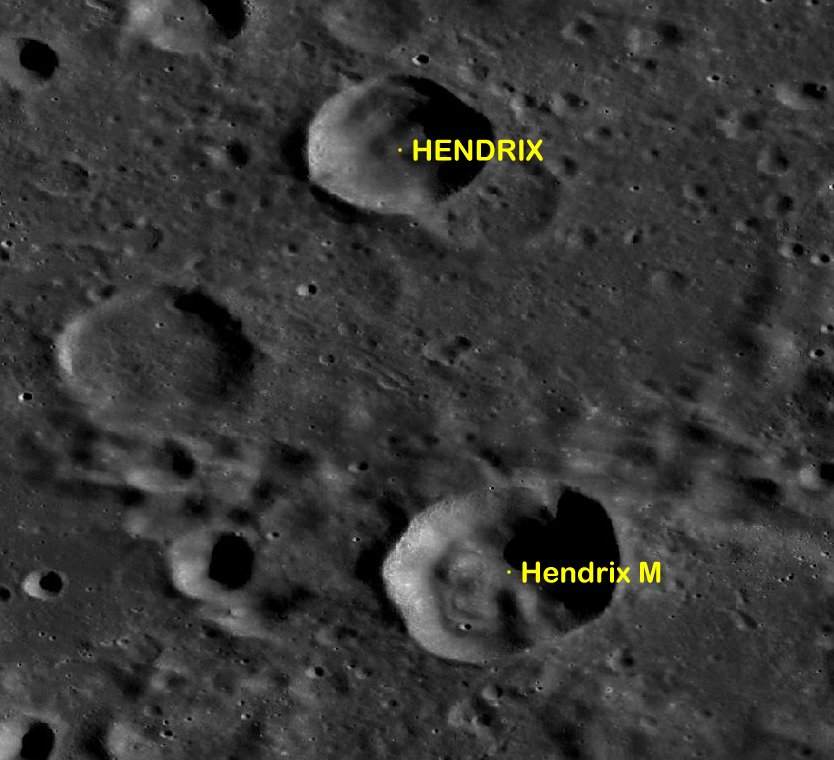
Cràters satèl·lit

El cràter porta el nom de Don Hendrix.

## Cràters satèl·lit
Per convenció aquests elements són identificats en els mapes lunars posant la lletra en el costat del punt central del cràter que està més proper a Hendrix.
| Hendrix | Coordenades                            | Diàmetre |
| ------- | -------------------------------------- | -------- |
| M       | 48° 24′ S, 158° 54′ O / 48.4°S,158.9°O | 21 km    |